# ドナ・ノービス・パーチェム
ドナ・ノービス・パーチェム (Dona nobis pacem) は、「われらに平和を与えたまえ」を意味するラテン語の語句。ミサを構成する通常文のひとつである「Agnus dei（アニュス・デイ、神の子羊）」の中に見える語句であり、これに基づいてミサ曲を構成する楽曲のひとつの名称とされることがよくある。
日本語では、「ドナ・ノビス・パーチェム」などとも表記される。
日本語における楽曲名としては、「われらに平和を与えたまえ」、「平和をわれらに」などとされることがある。

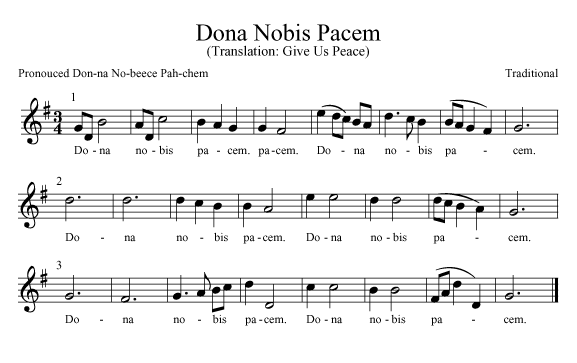
カノン「Dona Nobis Pacem」

## カノン
「ドナ・ノービス・パーチェム」は、この句を反復して歌われる伝統的なカノンである。この曲の起源は分かっておらず、多くの聖歌集は、「トラディショナル」（作者不詳の伝承作品）としている。

## バッハ『ロ短調ミサ曲』
ヨハン・ゼバスティアン・バッハ作曲の『ロ短調ミサ曲』の最終曲は、「ドナ・ノービス・パーチェム」であり、「グロリア」の部に置かれた「グラティアス・アギムス・ティビ (Gratias agimus tibi)」と同じ旋律で合唱される。

## ヴォーン・ウィリアムズのカンタータ
レイフ・ヴォーン・ウィリアムズ作曲のカンタータ『ドナ・ノービス・パーチェム (Dona nobis pacem)』は、1936年に発表、初演された。作品を通して「ドナ・ノビス・パーチェム」の語句が、異なる文脈で歌詞に現れる。

## オネゲル『交響曲第3番』
第二次世界大戦中の1945年に委嘱され、1946年に初演されたアルテュール・オネゲル作曲の『交響曲第3番《典礼風》』の第3楽章は「ドナ・ノービス・パーチェム （我らに平和を）」と題されている。